# Dezsényi Péter
Dezsényi Péter (Budapest, 1955. július 27. –) magyar színész, rendező, író, kommunikációs szakember, egyetemi oktató.

## Életpályája
A Nemzeti Színház stúdiójában kezdett színészettel foglalkozni, ahol 1974-ben végzett. 1975-től a szolnoki Szigligeti Színházban szerepelt. 1978-tól a Színház- és Filmművészeti Főiskola színész szakos hallgatója volt. Major Tamás osztályában végzett 1982-ben. Második, színházrendezői diplomáját is a Színház- és Filmművészeti Főiskolán szerezte 1987-ben.  

Rendezőként először a Miskolci Nemzeti Színház foglalkoztatta, majd 1990-től 1995-ig a Kassai Thália Színház rendezője és főrendezője volt. Vendégként rendezett az egri Gárdonyi Géza Színházban, Győrben és Debrecenben is. Tanítással Kassán kezdett el foglalkozni, diákszínjátszóknak tartott kommunikációs képzéseket. 1995-től a rádió munkatársa, szerkesztő-riportere volt. 

„... a Magyar Rádióhoz kerültem a Napközben című műsorba. Barra Marival ültem egy szobában, aki éppen akkor készült megalakítani a maga kommunikációs iskoláját és érdeklődött, tudnék-e én ehhez valamit hozzátenni a színház oldaláról. Amit a kassai fiataloknak összeraktam, minimális módosításokkal használható lett... A metakommunikáció a szakterületem, erről olyasmit tudok, ami a színészi létből fakad, és más nem tudja elmondani.”

 2009-ben doktorátusát is megszerezte, DLA (Doctor of Liberal Arts) minősítéssel. 2006-tól oktatott a Barra Kommunikációs Intézetben. 2002-től óraadó, 2009-től főállású oktató a Budapesti Metropolitan Egyetemen, kreatív kommunikációt, művészeti kommunikációt és nem verbális kommunikációt oktat.

## Könyvei
- Kérd kölcsön a medve kalapácsát! De úgy, hogy oda is adja! Kommunikáció a gyakorlatban (Bagolyvár, Bp., 2002)
- NEM MONDOD! – A metakommunikáció technikája színészeknek és nem színészeknek (Medicina, Bp., 2010)
- Kreatív kommunikáció (Medicina, Budapest, 2017)
- Hajrá Suka!!! – Az inspiráció természetrajza (Medicina, Budapest, 2019)
- A féknyúz bajnokai (Medicina, Budapest, 2021)
- Az átverés bűvészete (Medicina, Budapest, 2022)

## Színházi szerepeiből
- Ion Luca Caragiale: Az elveszett levél... Ghita Pristanda
- Örkény István: Tóték... Postás
- Ödön von Horváth: Mesél a bécsi erdő... Erich
- Trevor Griffith: Komédiások... Műsorvezető
- Simon Tamás: Don Juan... Lindoro

## Színházi rendezéseiből
- William Shakespeare: A makrancos hölgy
- Molière: Scapin furfangjai
- Eduardo De Filippo: Házasság olasz módra
- John Steinbeck: Egerek és emberek
- Szomory Dezső: II. Lajos